# Tagebau Groitzscher Dreieck
Der Tagebau Groitzscher Dreieck war ein Tagebau zur Gewinnung von Braunkohle im Südraum von Leipzig. Er war seit 1974 in Betrieb und wurde 1991 vorzeitig stillgelegt. Das bis dahin noch nicht abgebaute Areal sollte 2030 als Abbaufeld Groitzscher Dreieck des Tagebaus Vereinigtes Schleenhain wieder aufgefahren werden. Im Rahmen des Ausstiegs aus der Kohleverstromung wurden die Pläne fallengelassen. Auf dem stillgelegten Teil entstand nach der Rekultivierung als Bergbaufolgelandschaft der Groitzscher See. Der Tagebau Groitzscher Dreieck gehört zum Bornaer Revier der Mitteldeutschen Montanregion.

## Geographische Lage
Der Tagebau Groitzscher Dreieck lag südlich von Leipzig zwischen der sächsischen Stadt Groitzsch im Nordwesten und der thüringischen Stadt Lucka im Südosten. Die Bundesstraße 176 begrenzt das geplante Abbaufeld im Norden. Ein Teil der heute stillgelegten Bahnstrecke Gaschwitz–Meuselwitz musste dem Tagebau weichen.
Der stillgelegte Bereich des Tagebaus Groitzscher Dreieck befindet sich im Süden des Areals. In diesem rekultivierten Bereich entstand der Groitzscher See. Aussichtspunkte befinden sich in den südlich des Areals gelegenen Orten Maltitz und Hemmendorf.

## Geschichte

### Beginn des Braunkohleabbaus
Da das Deckgebirge über dem Böhlener Oberflöz im Bornaer Revier eine geringe Mächtigkeit aufweist, konnte in der Region schon früh Braunkohle von zunächst minderer Qualität gewonnen werden. Größere Erfolge in der Kohleförderung sind jedoch erst seit Mitte des 19. Jahrhunderts zu verzeichnen. Baute man die Kohle zunächst in Tiefbaugruben und kleineren Tagebauen ab, so entstanden im Südraum von Leipzig und im Meuselwitz-Altenburger Braunkohlerevier ab Mitte des 20. Jahrhunderts zahlreiche Großtagebaue. Im Umfeld des erst spät aufgeschlossenen Tagebaus Groitzscher Dreieck waren das der Tagebau Schleenhain (1949–1994) im Osten, der Tagebau Peres (1963–1991) im Norden und die Tagebaue Phönix (1905–1968) im Süden.

### Tagebau Groitzscher Dreieck
Am 21. April 1974 begannen die Vorbereitungen zum Aufschluss des Tagebaus Groitzscher Dreieck. Die Aufschlussbaggerung erfolgte am 28. Juni 1975 nordwestlich des heute zu Groitzsch gehörigen Orts Berndorf. Die Abraumbewegung erfolgte im Uhrzeigersinn zunächst nach Süden, dann nach Norden. Dabei wurden bereits 1976 die nordwestlichen Teile von Berndorf devastiert. Die Aufschlussmassen des Tagebaus wurden zwischen 1974 und 1979 im Restloch des stillgelegten Tagebaus Phönix-Ost bei Meuselwitz untergebracht.
Die Aufnahme der Kohleförderung erfolgte am 18. April 1978. Das östlich von Michelwitz gelegene Zschagast mit 129 Einwohnern wurde 1981 devastiert. In Vorbereitung des Abbaus erfolgte 1984 die Räumung des nördlich von Zschagast und östlich von Methewitz gelegenen Orts Käferhain mit seinen 177 Einwohnern. Der Abschnitt Groitzsch–Lucka der Bahnstrecke Gaschwitz–Meuselwitz, an dem Käferhain einen Haltepunkt besaß, wurde bereits am 27. September 1976 stillgelegt und danach teilweise abgebaut. Das erhalten gebliebene Streckengleis wurde seitdem als Anschlussbahn des Baggermontageplatzes Groitzscher Dreieck benutzt. Im Jahr 1989 erreichten die Bagger die Flur von Käferhain. In diesem Jahr erfolgte in der Abtragung des Oberabraums eine Umstellung von Zugbetrieb auf Bandbetrieb.
Die mit der Deutschen Wiedervereinigung 1989/90 einhergehende wirtschaftliche Veränderung führte zu einem deutlichen Rückgang des Braunkohlebedarfs, was eine vorzeitige schnelle Stilllegung des Tagebaus Groitzscher Dreieck zum 20. Dezember 1991 zur Folge hatte. Dadurch wurde die geplante Devastierung des Orts Langenhain gestoppt. Seit dem Aufschluss des Tagebaus im Jahr 1975 war ein Drittel des Abbaufeldes ausgekohlt. Dabei wurden insgesamt 243,5 Millionen Kubikmeter Abraum bewegt und 45,6 Millionen Tonnen Rohkohle gefördert. Aufgrund der vorzeitigen Einstellung des Tagebaus wurde die Flur von Käferhain nur teilweise überbaggert. Im Gegensatz zu anderen Tagebauen des Mitteldeutschen Braunkohlereviers wurde der Abbau der restlichen zwei Drittel im Nordteil des Tagebaus nicht aufgegeben, sondern ausgesetzt. Er gehört seit 1995 als „Abbaufeld Groitzscher Dreieck“ zum Tagebau Vereinigtes Schleenhain, wo er neben den Abbaufeldern „Schleenhain“ und „Peres“ das dritte Abbaufeld ist.

### Situation seit 1991
Kurz nach der außerplanmäßigen vorzeitigen Stilllegung des Tagebaus Groitzscher Dreieck begann die Sanierung der bergbaulich genutzten Flächen. Dazu gehörten u. a. die Sicherung der Böschungen und der Rückbau der Großgeräte. Im Bereich des Tagebaurestlochs entsteht der Groitzscher See, dessen Flutung durch aufsteigendes Grundwasser im Jahr 2050 abgeschlossen sein soll.
Am 1. Januar 1994 wurde in einem Vertrag die Spaltung des ostdeutschen Braunkohlenbergbaus in einen stillzulegenden und einen weiterzuführenden, privatisierten Teil festgelegt. Im Bereich der Tagebaue Schleenhain, Peres und Groitzscher Dreieck bedeutete dies, dass die weiterzuführenden Abbaufelder als Tagebau Vereinigtes Schleenhain ab 1994/95 durch die MIBRAG weiter betrieben werden. Die stillgelegten Areale wurden zur Sanierung und Rekultivierung der LMBV bzw. ihrer Vorgängergesellschaft übergeben. Sie übernahm auch die Sicherung im gestundeten Bereich. Nach dem Abschluss der Sanierung wechselte der sanierte Kippenbereich des Tagebaus Groitzscher Dreieck am 29. Oktober 2008 in die Trägerschaft der MIBRAG. Dies diente der zu diesem Zeitpunkten geplanten Wiederaufnahme des Braunkohleabbaus ab 2030.
Die Stadt Groitzsch, auf deren Gebiet das geplante Abbaufeld „Groitzscher Dreieck“ liegt, sprach sich im Jahr 2016 gegen einen erneuten Aufschluss des Abbaufelds aus. Der Grund dafür ist, dass dem Ortsteil Obertitz, der im nördlichen Bereich des Abbaufelds liegt und als „Vorbehaltsgebiet“ ausgewiesen ist, dann die Abbaggerung droht. Weiterhin hätte dem neuen Tagebau der in Flutung begriffene Groitzscher See weichen müssen.
Infolge des Ausstiegs aus der Kohleverstromung und der Laufzeitverkürzung des Kraftwerks Lippendorf erklärte die MIBRAG im Januar 2021, dass der Ort Pödelwitz und das Abbaufeld Groitzscher Dreieck mit dem Ort Obertitz nicht für die Kohleförderung in Anspruch genommen werden.

## Förderleistung des Tagebaus bis 1991

### Der Tagebau in Zahlen
Das Abbaugebiet des Tagebaus Groitzscher Dreieck gehört zum Weißelsterbecken, in dem vier übereinander liegende Flöze abgebaut werden konnten. Die folgenden Flöze lagen in unterschiedlicher Mächtigkeit vor und waren durch Zwischenschichten aus Sand und Ton voneinander getrennt:
- Sächsisch-Thüringisches Unterflöz (Flöz I) (nur im Tagebau Schleenhain abgebaut)
- Bornaer Hauptflöz (Flöz II)
- Thüringer Hauptflöz (Flöz III)
- Böhlener Oberflöz (Flöz IV)

Im Tagebau Groitzscher Dreieck (Gesamtlaufzeit zwischen 1974 und 1991) wurden in 17 Jahren 243,5 Mio. Kubikmeter Abraum und in 14 Jahren 45,6 Mio. Tonnen Kohle gefördert.

### Technik
| Einsatzort     | Typ                           | Gerätenummer | Baujahr | Bemerkung/Verbleib                                 |
| -------------- | ----------------------------- | ------------ | ------- | -------------------------------------------------- |
| Abraumbetrieb  | Eimerkettenbagger ERs 710     | 353          | 1984    | nach 1991 im Tagebau Vereinigtes Schleenhain       |
| Abraumbetrieb  | Eimerkettenbagger ERs 560     | 289          | 1959    | 1993 verschrottet                                  |
| Abraumbetrieb  | Eimerkettenbagger ERs 560     | 316          | 1965    | 1993 verschrottet                                  |
| Abraumbetrieb  | Eimerkettenbagger ERs 1120    | 1701         | 1986    | nach 1991 im Tagebau Vereinigtes Schleenhain       |
| Abraumbetrieb  | Schaufelradbagger SRs 1300    | 1517         | 1980    | nach 1991 im Tagebau Vereinigtes Schleenhain       |
| Abraumbetrieb  | Schaufelradbagger SRs 1300    | 1541         | 1984    | nach 1991 im Tagebau Vereinigtes Schleenhain       |
| Kohleförderung | Schaufelradbagger SRs 630/800 | 1465         | 1962    | 1995 verschrottet                                  |
| Kohleförderung | Schaufelradbagger SRs 630/800 | 1418         | 1959    | 1993 verschrottet                                  |
| Abraumbetrieb  | Bandwagen BRs 1600            | 832          | 1990    | nach 1991 im Tagebau Vereinigtes Schleenhain       |
| Verkippung     | Absetzer A2Rs-B 10000         | 1124         | 1990    | nach 1991 im Tagebau Vereinigtes Schleenhain       |
| Verkippung     | Absetzer As 1120              | 1024         | 1958    | auf Außenkippe Phönix-Nord, 1992 verschrottet      |
| Verkippung     | Absetzer As 1120              | 1041         | 1961    | auf Außenkippe Haselbach III, 1995/96 verschrottet |
| Verkippung     | Absetzer As 1120              | 1040         | 1960    | auf Außenkippe Phönix-Nord, 1992/93 verschrottet   |
| Verkippung     | Absetzer As 1600              | 1064         | 1965    | 1991/92 verschrottet                               |

## Devastierte Ortschaften
| Umsiedlungsort       | Einwohner | Abbaujahr                       |
| -------------------- | --------- | ------------------------------- |
| Berndorf (teilweise) |           | 1976                            |
| Zschagast            | 35        | 1981                            |
| Käferhain            | 124       | 1985/86 (teilweise abgebaggert) |

Der Abschnitt Groitzsch–Lucka der Bahnstrecke Gaschwitz–Meuselwitz, an dem Käferhain einen Haltepunkt besaß, wurde bereits am 27. September 1976 aufgrund des nahenden Tagebaus stillgelegt und danach abgebaut. Die geplante Devastierung des Orts Langenhain wurde 1990 gestoppt, die des Ortes Obertitz 2021.